# حسنعلی مهران
حسنعلی مهران (زاده ۱۳۱۶ تهران) اقتصاددان و دولتمرد ایرانی دوره پهلوی و از مدیران صندوق بین‌المللی پول بوده‌است.

## زندگی
مهران در دوران متوسطه در دبیرستان البرز تحصیل کرد. بعد از آن برای ادامه تحصیلاتش عازم انگلیس شد و در دانشگاه ناتینگهام در رشته علوم سیاسی و اقتصاد مدرک لیسانس خود را گرفت. وی پس از اتمام تحصیلات مدتی در دانشگاه بریستول تدریس کرد. سپس به عنوان کارمند دایره ثبت اداره روابط ارزی و بازرگانی در صندوق بین‌الملل پول در «واشینگتن» مشغول خدمت شد.
بعد از بازگشت به ایران قائم مقام مدیر عامل مرکز بررسیهای صنعتی و توسعه بازرگانی و مدیر کل طرحها و بررسی وزارت اقتصاد را بر عهده گرفت. در سال ۱۳۵۴ به معاونت کل وزارت اقتصاد منصوب شد و در همان سال ریاست بانک مرکزی را عهده‌دار شد. در سال ۱۳۵۷ در کابینه جعفر شریف‌امامی وزیر مشاور سازمان برنامه شد، بعد از آن در کابینه غلامرضا ازهاری به وزارت امور اقتصادی و دارایی برگزیده شد. چندی هم قائم مقام مدیر عامل شرکت ملی نفت ایران شد.
مهران در دهه ۸۰ میلادی در صندوق بین‌المللی پول مشغول به کار شد و مسئول اجرای برنامه کمک‌های فنّی به بانک‌های مرکزی بود. وی در سال ۱۹۸۵ میلادی مأموریت یافت به کشور آروبا برود و بانک مرکزی آنجا را تأسیس کند که مدتی هم ریاست بانک مرکزی آنجا را به‌عهده داشت و در سال ۱۹۸۶ مجدداً به صندوق بین‌المللی پول بازگشت. چندی بعد، پس از استعفا از صندوق بین‌المللی پول، مهران برای تأسیس بانک سرمایه‌گذاری آروبا و تصدی مقام مشاور اقتصادی دولت، مجدداً به آروبا رفت و مدت چهار سال در این مقام بود. در بازگشت به آمریکا، مهران باز به استخدام صندوق بین‌المللی پول درآمد و همچنان در اجرای برنامه کمک‌های فنّی صندوق با تعداد زیادی از بانک‌های مرکزی جهان از جمله در آفریقا، آسیای میانه، آسیای شرقی و اروپا از نزدیک همکاری کرد. در بهار سال ۱۳۸۶ مهران مجدداً به ریاست بانک مرکزی آروبا منصوب شد و تا تابستان سال ۱۳۸۷ نیز در این سمت فعالیت کرده‌است. اینک مهران، در دوران بازنشستگی با همسرش در واشینگتن زندگی می‌کند.

## مطالعه بیشتر
- خاندان‌های حکومت‌گر ایران تألیف دکتر باقر عاقلی